# European Diploma in Intensive Care Medicine
Das European Diploma in Intensive Care Medicine (EDIC) ist eine europäische einheitliche Qualifikation für Intensivmedizin.
Das EDIC wird von der europäischen Fachgesellschaft (European Society of Intensive Care Medicine) ausgestellt und hat daher keinen formalen oder staatlichen Charakter. Es stellt aber einen europaweit identischen hohen Standard dar, der teilweise deutlich über die nationalen Facharztprüfungen hinausgeht und eine internationale Vergleichbarkeit ermöglicht. Es bietet daher die Dokumentation eines hohen Ausbildungsstandes und kann bei Bewerbungen oder Karrieresprüngen hilfreich sein.
Zum Erwerb des EDIC sind zwei Prüfungsteile notwendig. Der erste besteht aus einer Multiple-Choice-Prüfung (Basic and Clinical Sciences), der zweite ist eine mündliche Prüfung am Patientenbett. Erfolgreiche Absolventen sind berechtigt, das Kürzel EDIC hinter ihrem Namen zu führen.